# Jordi Cuminal
Jordi Cuminal i Roquet (San Celoni, Barcelona, febrero 1977) es un político español. Ha sido director general de Comunicación de la Generalidad de Cataluña, dirigente de Convergencia Democrática de Cataluña y diputado en el Parlamento de Cataluña.

## Biografía
Nacido en febrero de 1977 en el municipio de San Celoni, Barcelona. Estudio administración y dirección de empresas en ESADE y se sacó un máster en gestión pública y en liderazgo empresarial. Empezó a trabajar en 2001 como técnico superior en gestión pública. Está casado y tiene una hija.

## Política
Empezó a militar en las juventudes de Convergencia (JNC) en 1999 y en Convergencia en 2001. En 2004 fue elegido Secretario General de la JNC y a su vez en las elecciones de 2007 diputado en el Parlamento de Cataluña. Durante este mandato fue nombrado a la vez Portavoz de CIU en la Comisión de Juventud.
Mientras hacia política nacional, compaginaba con la municipal. En 2003 fue elegido concejal en su pueblo natal y en 2007 CIU ganó las elecciones siendo nombrado 1.er teniente alcalde entre 2007 y 2011.
Tras dejar la Secretaría General de la JNC en 2008, fue nombrado secretario de Comunicación de Convergencia  cargo que ostentaría hasta 2011. A su vez, en las elecciones al Parlamento de 2010, tras la victoria de CIU, fue nombrado director general de Comunicación de la Generalidad de Cataluña.
Fue diputado en las XI legislatura autonómica de Cataluña por Junts pel Sí. El 26 de octubre de 2017 anunció su dimisión como diputado y baja del PDeCat, junto a Albert Batalla, al anunciar el president Carles Puigdemont la convocatoria de elecciones autonómicas. Horas más tarde, tras revocarse la convocatoria de elecciones, revocó Cuminal su dimisión como diputado y su baja del partido (terminaron convocándose, pero por el Gobierno central bajo el amparo del artículo 155 de la Constitución Española). No repitió en las listas en estas siguientes elecciones del 21D, pero siguió vinculado al movimiento liderado por Carles Puigdemont (esta vez bajo el nombre de Junts per Catalunya) como miembro de su comité de dirección de campaña.